# ウィリアム・フィリップス・ブレーク
ウィリアム・フィリップス・ブレーク（William Phillips Blake、1826年4月27日 - 1910年5月22日）は、幕末に来日したアメリカ合衆国の地質学者である。お雇い外国人の一人。ウィリアム・フィップス・ブレーク（William Phipps Blake) と言及されることが多い。

## 経歴・人物
ニューヨーク出身。イギリスに留学しシェフィールド大学で地質学を学ぶ。
卒業後、1862年（文久2年）にタウンゼント・ハリスが江戸幕府の箱館奉行であった村垣範正からの依頼を承諾したことにより、同じ地質学者であったラファエル・パンペリーと共にサンフランシスコから大型帆船で横浜に来航した。
後に箱館（現在の函館市）に転勤しパンペリーの助手となり、大島高任や武田成章らと共に道内における地質調査を行った。また、同時期に箱館に運上所を設置して2人に地質学や鉱山技術についての講義を行った。これにより、ブレークは日本人をアメリカ留学させる計画を発表したが、諸問題により中止となった。翌1863年（文久3年）に帰国し、カリフォルニア大学及びアリゾナ大学で地質学の教鞭を執った。